# Sanjay Kumar (ur. 1983)
Sanjay Kumar (ur. 31 grudnia 1983) – indyjski zapaśnik walczący w stylu klasycznym. Zajął dwunaste miejsce na igrzyskach azjatyckich w 2006. Ósmy na mistrzostwach Azji w 2003 i 2004. Złoty medalista igrzysk Wspólnoty Narodów w 2010. Wicemistrz Wspólnoty Narodów w 2005 i 2007, a trzeci w 2009 roku.